# Kvarto
Kvarto, ofta skrivet 4:o, är en storleksbeteckning använd om framför allt böcker tryckta före eller under 1800-talets första hälft. Beteckningen kvarto är egentligen en teknisk term och inte en storleksangivelse. Den innebär att varje pappersark som används vid tryckningen viks så att det bildar fyra blad i den färdiga boken. Detta kallas även för åtta-sidig signatur. 
Eftersom papper under denna tid framställdes för hand och i en och samma standardstorlek, är böcker i kvartoformat ungefärligen lika stora. Modern definition är 26–35 cm höjd (med modern pappersstorlek). Kvarto är det näst största av de reguljära bokformaten.